# Dexter's Laboratory: Deesaster Strikes!
Dexter's Laboratory: Deesaster Strikes! es un videojuego de acción y aventuras de 2001 para la Game Boy Advance basado en la serie animada de Cartoon Network, El laboratorio de Dexter. Fue lanzado en Norteamérica el 26 de septiembre de 2001, y en Europa el 2 de noviembre de 2001.

## Trama
La hermana de Dexter, Dee Dee, entra a la máquina de clonación de Dexter y crea docenas de copias de ella misma. Dexter deberá atrapar a todos los clones y reparar todas las máquinas que hayan roto. Mientras Dexter intenta capturar a los clones, debe enfrentarse a monstruos y robots Existen 70 niveles y 8 áreas.

## Recepción
Clarence Worley de Game Over Online Magazine dijo que el juego es entretenido, pero el diseño es plano. Una reseña de GameZone dijo que el juego está bien hecho y tiene gráficos excelentes.